# Potongmun

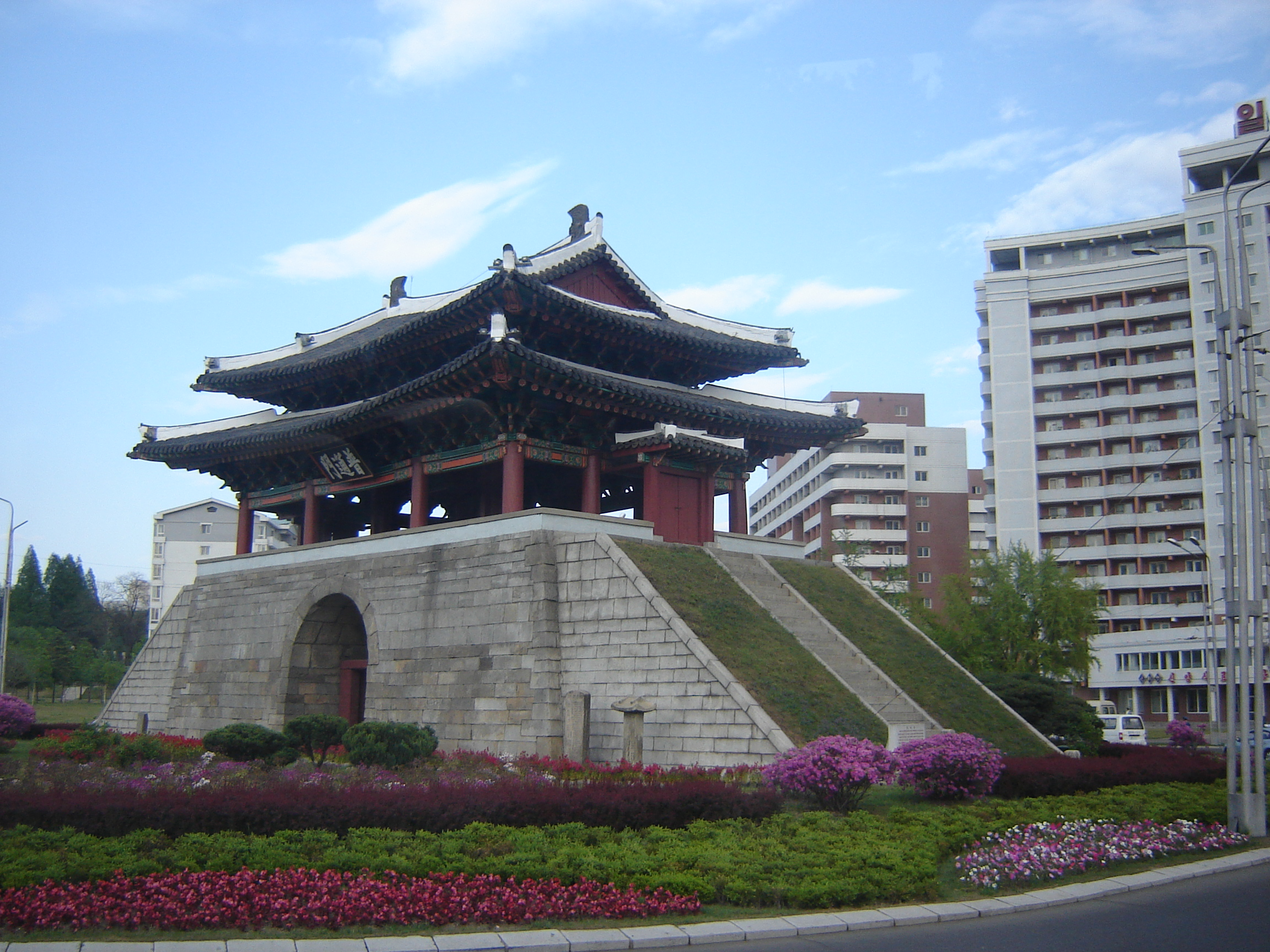
Il Potongmun

Il Potongmun è una porta cittadina ubicata nel complesso interno della città murata di Pyongyang.

## Storia
Fu originariamente costruita nel VI secolo dal regno Goguryeo e poi ricostruita nel 1473 dalla dinastia Joseon. Presenta una base in granito sormontata da un padiglione a due piani. Il padiglione del cancello fu distrutto dai bombardamenti americani perpetrati ai danni della capitale comunista durante la guerra di Corea, ma fu successivamente ricostruito nel 1955.